# Mittelgebirgslandschaft östlich Annaberg
Mittelgebirgslandschaft östlich Annaberg este o arie protejată (arie de protecție specială avifaunistică — SPA) din Germania întinsă pe o suprafață de 1.215 ha, integral pe uscat.

## Localizare
Centrul sitului Mittelgebirgslandschaft östlich Annaberg este situat la coordonatele 50°34′35″N 13°02′51″E / 50.5764°N 13.0475°E.

## Înființare
Situl Mittelgebirgslandschaft östlich Annaberg a fost declarat arie de protecție specială avifaunistică în noiembrie 2006 pentru a proteja 15 specii de animale.

## Biodiversitate
Situată în ecoregiunea continentală, aria protejată nu include niciun habitat protejat.
La baza desemnării sitului se află mai multe specii protejate de  păsări (15): pescăruș albastru (Alcedo atthis), Anas platyrhynchos platyrhynchos, buha (Bubo bubo), barză neagră (Ciconia nigra), ciocănitoare neagră (Dryocopus martius), șoimul rândunelelor (Falco subbuteo), muscar-gulerat (Ficedula albicollis), capîntortură (Jynx torquilla), sfrâncioc roșiatic (Lanius collurio), gaia roșie (Milvus milvus), viespar (Pernis apivorus), ciocănitoare verzuie (Picus canus), mărăcinar (Saxicola rubetra), silvie porumbacă (Sylvia nisoria), nagâț (Vanellus vanellus).